# Aeroportul Municipal St. Thomas
Aeroportul Municipal St. Thomas (IATA: YQS, ICAO: CYQS) este un aeroport din Ontario, Canada. Aeroportul a fost tranzitat în 2015 de 0 pasageri.
Situat la o altitudine de 237 m, aeroportul dispune de o singură pistă.